# Louata
Louata és una vila de la costa de Tunísia, a l'extrem nord de la governació de Sfax. Té uns tres mil habitants que viuen de la pesca (sobretot del pop) amb un bon port; plantacions d'oliveres, ametllers, figueres i altres arbres es troben a la part interior. Louata és un nom amazic comú. Proper, 4 km al nord, hi ha el jaciment arqueològic de Ras Bou Tria, amb les restes d'Acholla.